# Zeitschrift für Umweltrecht
Die Zeitschrift für Umweltrecht (ZUR) ist eine juristische Fachzeitschrift, die seit 1993 im Nomos Verlag in Baden-Baden erscheint und sich mit dem Umweltrecht (incl. Planungsrecht) befasst. Zur Zielgruppe zählen Behörden, Anwaltskanzleien sowie umweltrechtliche Lehrstühle und Institute. Herausgeber ist der Verein für Umweltrecht e. V. in Verbindung mit einem Herausgeberkreis, der im Juli 2025 19 Umweltrechtler umfasste.